# Ozias Leduc
Pour les articles homonymes, voir Leduc.
Ozias Leduc, né le 8 octobre 1864 à Mont-Saint-Hilaire et mort le 16 juin 1955 à Saint-Hyacinthe, est un peintre québécois, l'un des plus importants de l'histoire du Québec. Il est le maître d'artistes tels Paul-Émile Borduas et Gabrielle Messier. Leduc peint beaucoup de portraits, de natures mortes et de paysages, et accompli quelques travaux sur des édifices religieux. Leduc est surnommé « le sage de Saint-Hilaire ».

## Biographie

### Formation
Né à Saint-Hilaire de Rouville (aujourd'hui Mont-Saint-Hilaire). À l'âge de 7 ans, son professeur remarque ses aptitudes en dessin. Fils de menuisier d'une famille de 10 enfants. En 1883, il est employé par Carli, un fabricant de statues à Montréal. En 1886, il devient apprenti de Luigi Capello, un peintre italien, sur des décorations d'église. Il exécute notamment Intérieur de la cathédrale Saint-Pierre de Rome. En 1889, il travaille avec Adolphe Rho, pour décorer une autre église, cette fois à Yamachiche au Québec. Vers 1890, alors qu'il partage son existence entre Montréal et Saint-Hilaire, où il se construit un atelier qu'il surnomme Correlieu (là où se rencontrent les amis) sur le domaine familial. À Montréal, il habite chez sa cousine Marie-Louise Lebrun, femme de son maître Luigi Capello sur la rue Saint-Martin, puis rue Saint-Antoine (Montréal) et enfin rue Saint-Jacques.

### Peintre religieux
Il commence à travailler sur ses propres décorations d'église. Après avoir travaillé à la décoration de l'intérieur de l'église Saint-Paul-l'Ermite (1892) à Repentigny (Québec), il obtient son premier contrat important pour la cathédrale de Joliette, pour laquelle il peint un groupe de 23 tableaux religieux. Vers 1896, il retourne se fixer pour des raisons professionnelles à Saint-Hilaire.
Parmi ses œuvres les plus importantes, on trouve l'église de Saint-Hilaire (1894-1899). Par cette œuvre, Leduc se place en rupture avec ce qui se fait alors au Québec. Ambitieux, Leduc glisse quelques éléments discrets se référant à la vie quotidienne des fidèles. Comme il le fera souvent, il se sert de membres de sa famille comme modèle, notamment sa sœur dans le tableau L'Assomption. 
Grâce à ce contrat, Leduc peut se permettre un bref voyage à Paris et à Londres en 1897 avec Marc-Aurèle de Foy Suzor-Coté, pendant lequel il est marqué par quelques impressionnistes. Mais c'est surtout le courant symboliste qui stimule son intérêt au niveau pictural.
Pendant sa carrière, il décore plus de 30 églises et chapelles au Québec, en Nouvelle-Écosse et dans l'Est des États-Unis. la cathédrale de Saint-Ninian d'Antigonish (1902-1903), les églises de Saint-Romuald à Farnham (1905), de Saint-Enfant-Jésus du Mile-End à Montréal (1917-1919), la chapelle de l'évêché de Sherbrooke (1922-1932), le baptistère de la Basilique Notre-Dame de Montréal (1927-1928), l'église des Saints-Anges Gardiens à Lachine (1930-1931) et celle de Notre-Dame-de-la-Présentation à Shawinigan-Sud (1943-1955), un projet qui lui a demandé treize ans pour sa réalisation.

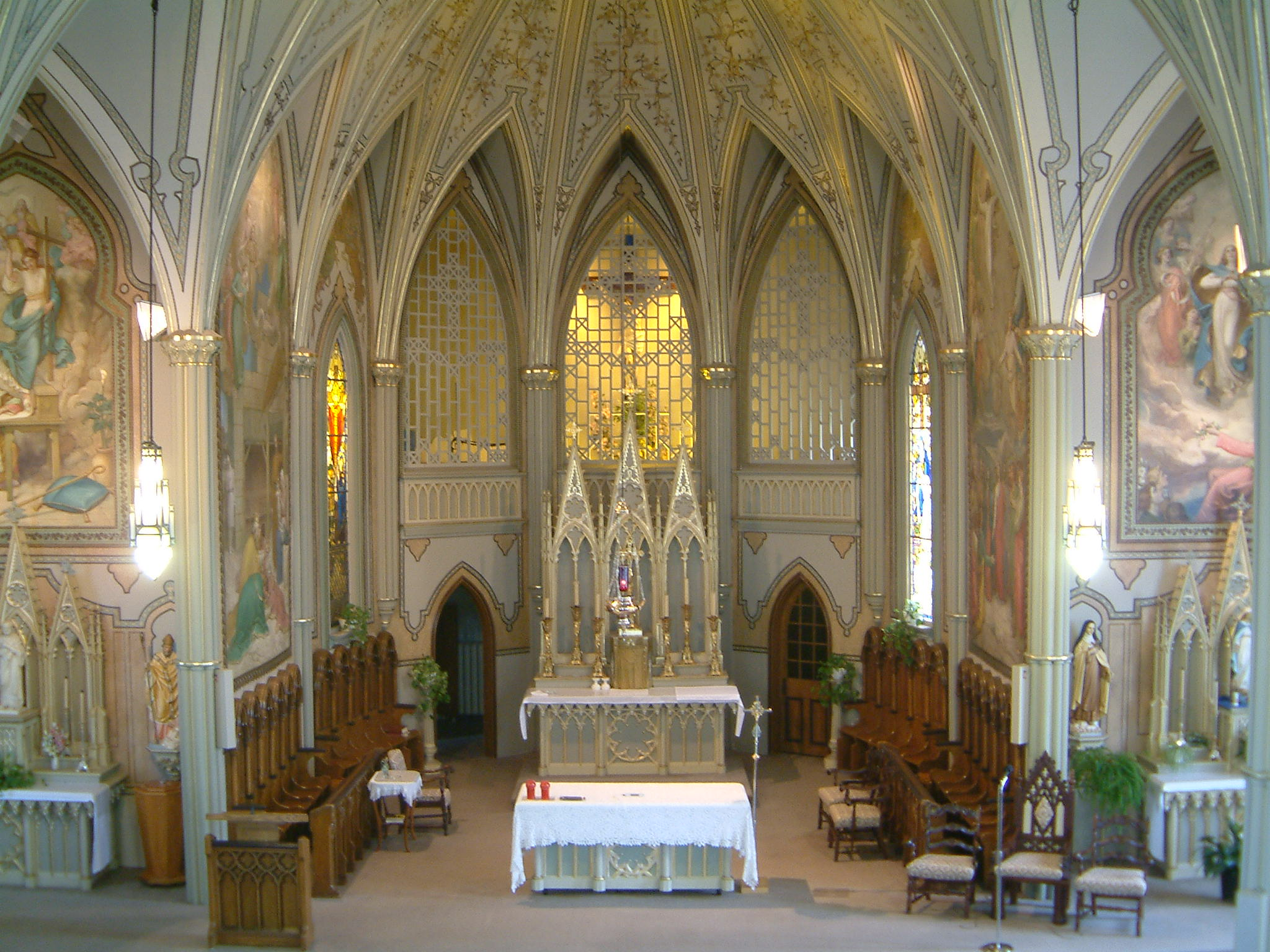
Église Saint-Hilaire décorée par Ozias Leduc (1894-1899)
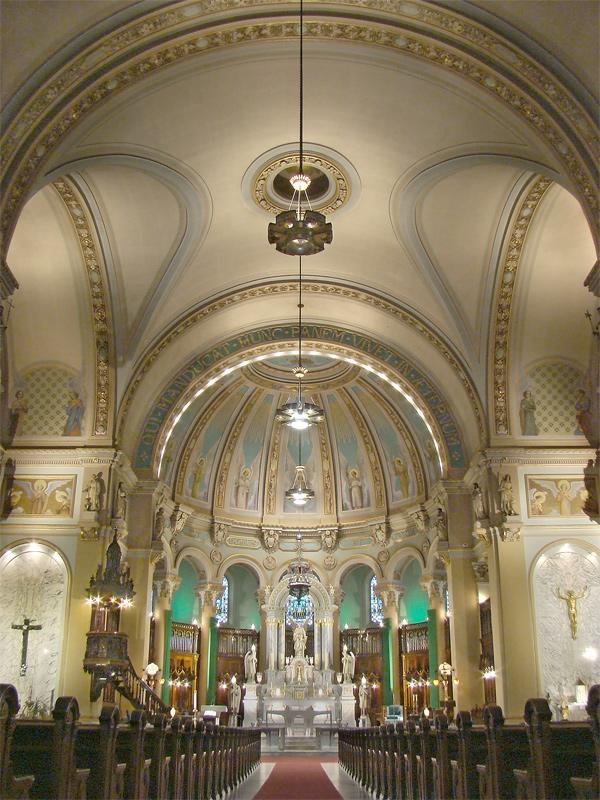
Église des Saints-Anges Gardiens décorée par Ozias Leduc
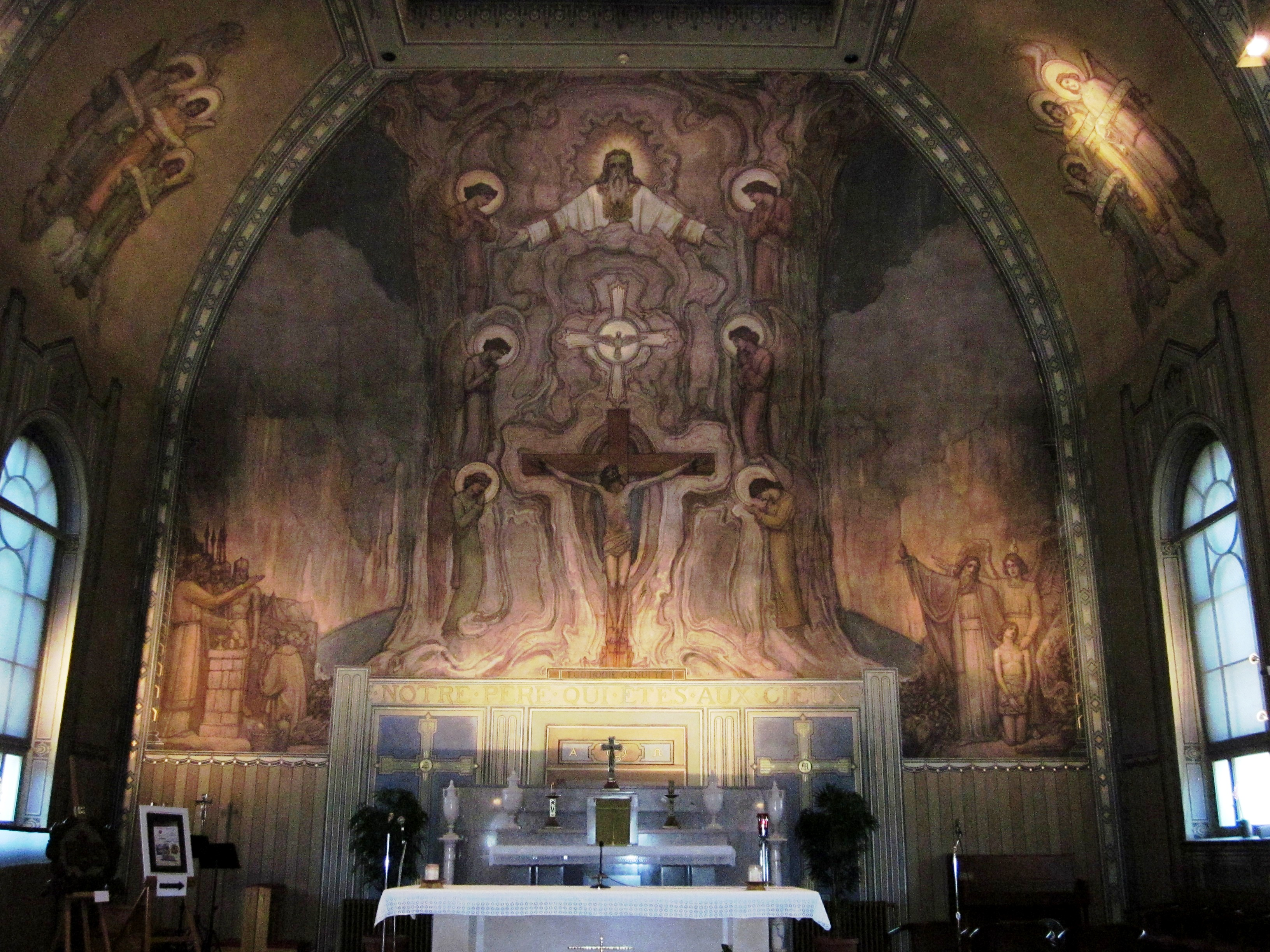
Église de Shawinigan-Sud

### Peintre intimiste
Il répond à plusieurs commandes de portraits, notamment pour la famille Choquette pour lesquels il produit trois tableaux s'inspirant des paysages ruraux de la Montérégie. Les paysages entre 1913-1921, notamment Cumulus bleu, Fin de journée, Effet gris (neige), Pommes vertes, Neige dorée et L'Heure mauve, ainsi que ses dessins de la série « Imaginations » (1936-1942), sont parmi les plus remarquables de sa carrière. Sans aucun doute, la région d'origine du peintre Saint-Hilaire, la montagne, la rivière Richelieu et le rang des Trente sera l'univers à explorer, le cadre où il trouve son inspiration.

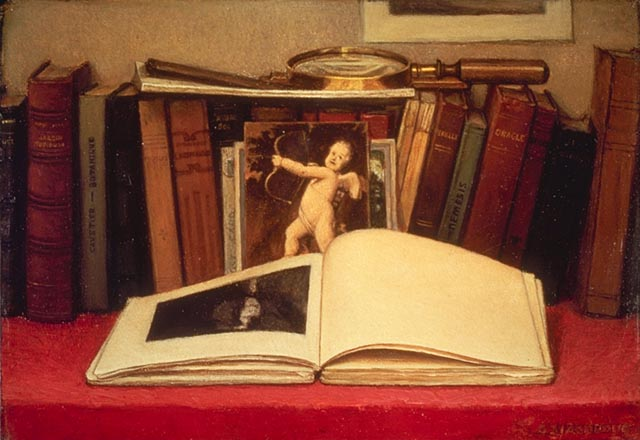
Nature morte au livre et à la loupe (1919-1929), Musée des beaux-arts du Canada, Ottawa
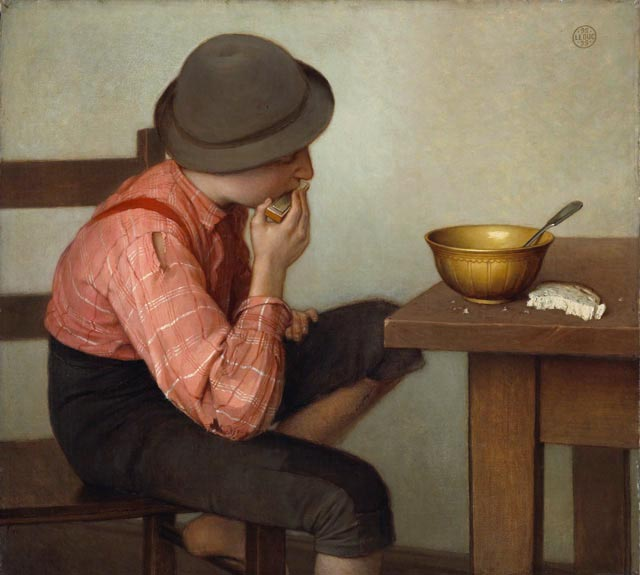
L'Enfant au pain (1892-1899), Musée des beaux-arts du Canada, Ottawa
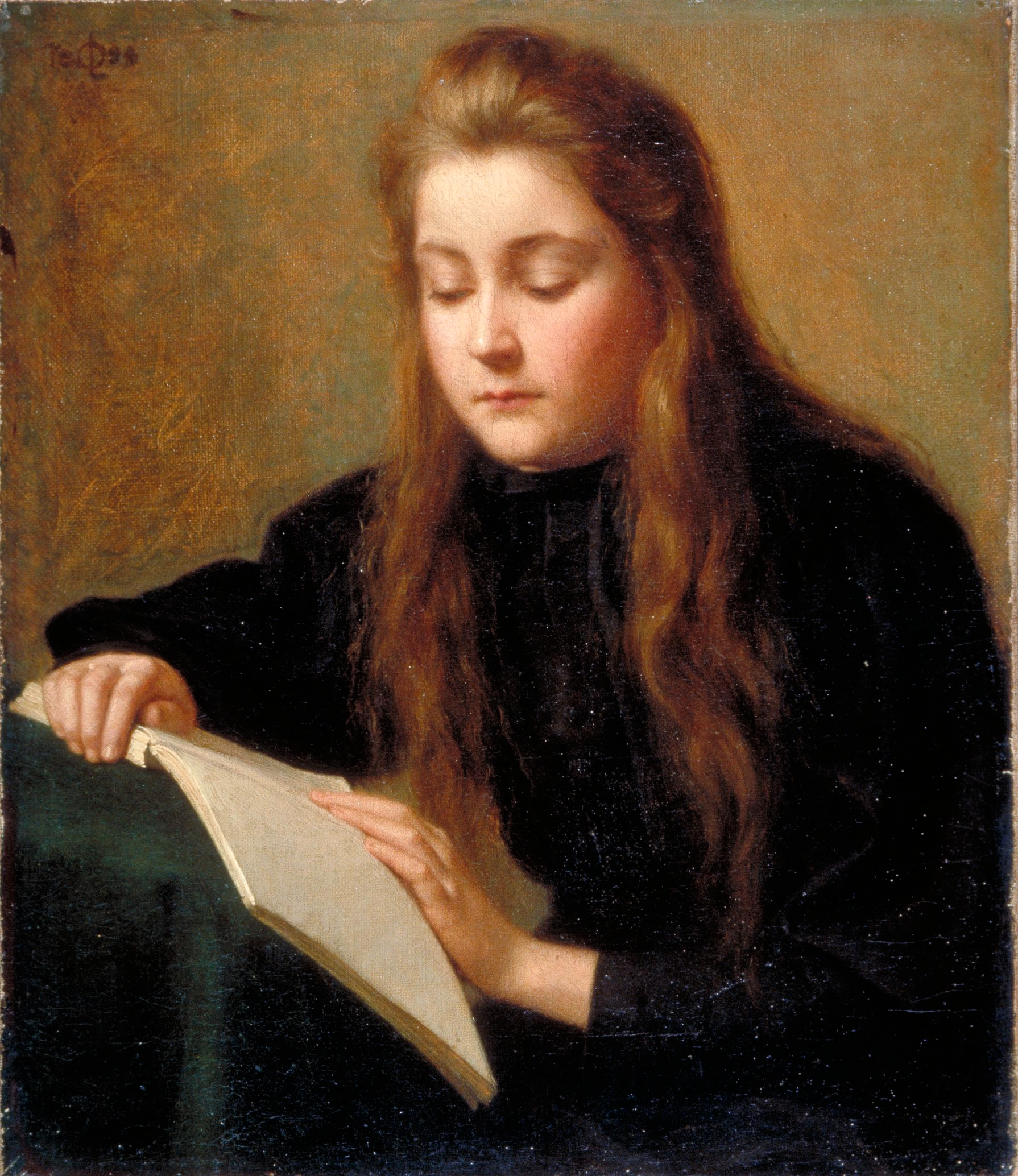
La Liseuse (1894), Musée national des beaux-arts du Québec, Québec
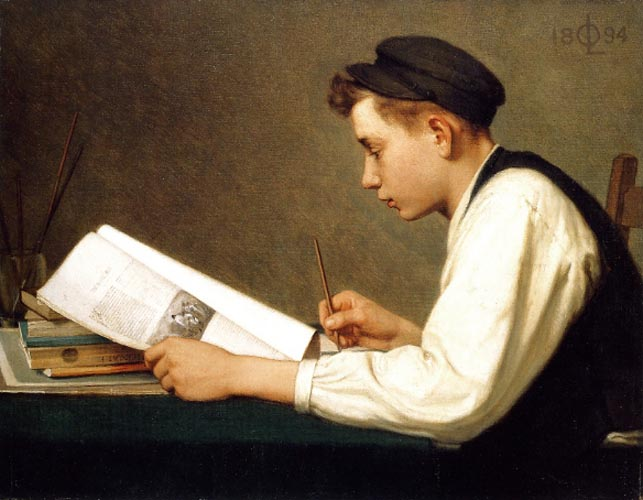
Le Jeune Étudiant (1894), Musée des beaux-arts du Canada, Ottawa
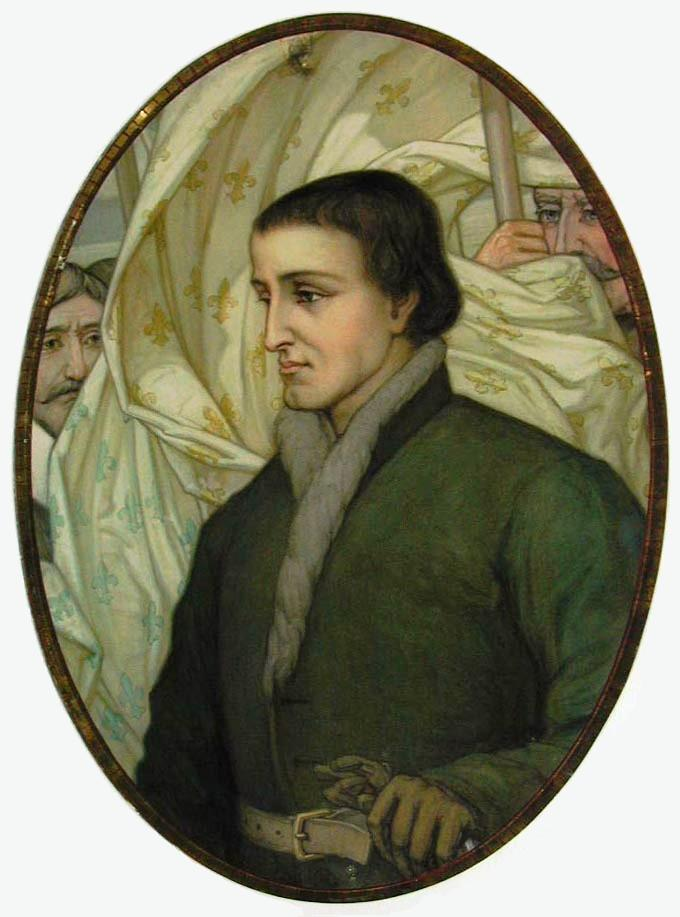
Portrait de Paul Chomedey de Maisonneuve (début du XXe siècle), chapelle Notre-Dame-de-Bon-Secours, Montréal

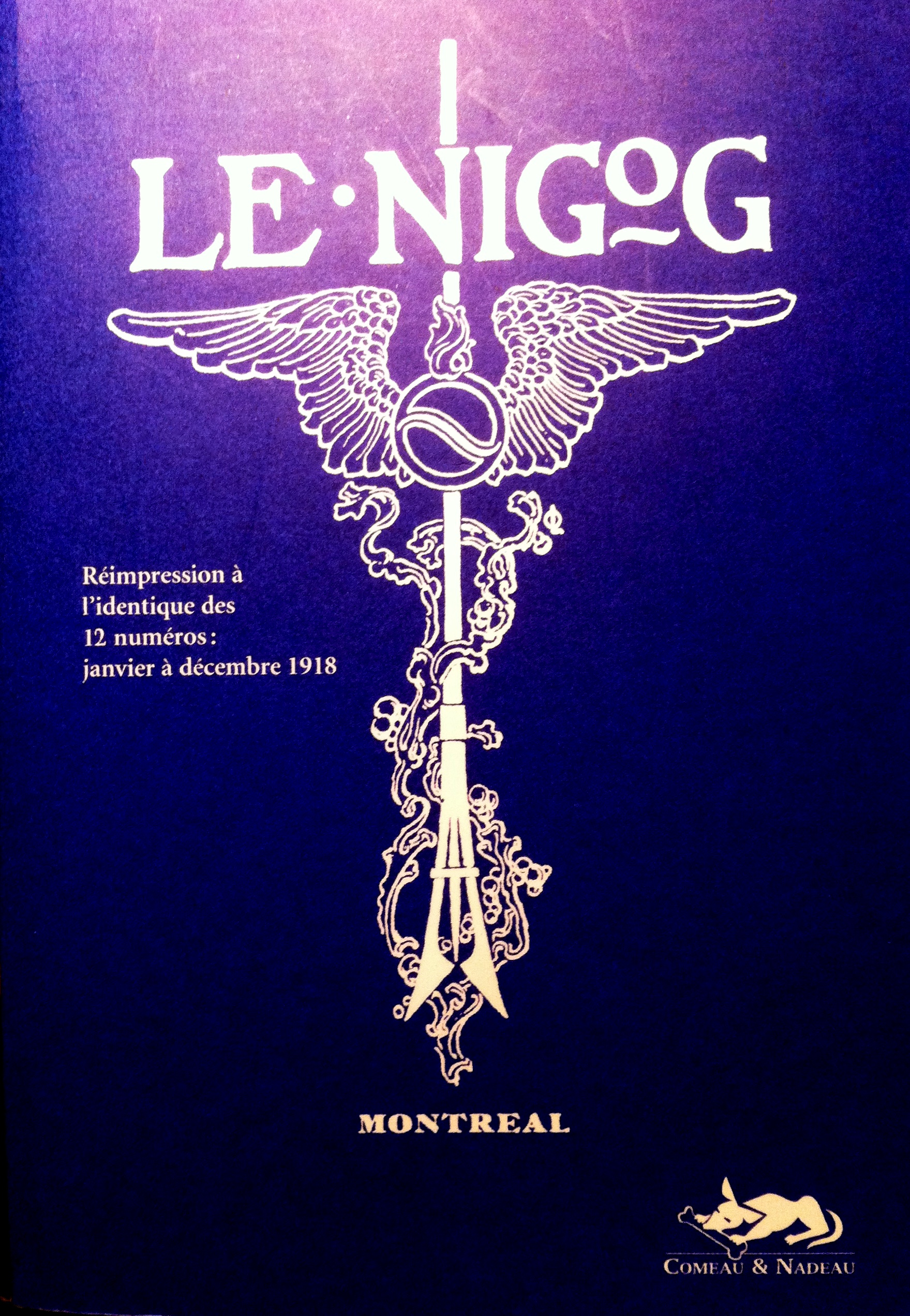
Dessin réalisé par Ozias Leduc pour la couverture de la revue de 1918.

### Peintre dans la cité
La légende en fait un artiste isolé, tenu à l'écart de la scène artistique et intellectuelle de l'époque. Pourtant, voilà une interprétation qui tient davantage du mythe. Leduc est en effet lié à l'intelligentsia québécoise conservatrice comme libérale du début du XXe siècle. Il compte parmi ses relations les écrivains Arsène Bessette, Guy Delahaye, Olivier Maurault, Ernest Choquette, Rodolphe Duguay, Albert Tessier, les poètes exotistes Marcel Dugas, Léo-Paul Morin, René Chopin et Robert de Roquebrune); les architectes Louis-Napoléon Audet et Ernest Cormier; les politiciens Louis-Philippe Brodeur et Philippe-Auguste Choquette. Il participe notamment à la revue avant-gardiste Le Nigog en 1918. Il crée également avec Paul-Émile Borduas les décors pour la pièce de Choquette, Madeleine, en 1928 et participe à quelques émissions de radio où il parle du rôle de l'artiste en quête de perfection.
Profondément ancré dans son village natal, Leduc s'implique également dans la vie communautaire en étant tour à tour président de la commission scolaire puis conseiller municipal. Voyant déjà Saint-Hilaire enlaidie par une urbanisation rapide et massive, il cherche à embellir son village en faisant planter des arbres et en planifiant la construction de parcs. Il fait quelques esquisses d'un potentiel drapeau canadien, très ressemblant du reste de celui adopté en 1965.

### Le Maître
Dès 1899, Leduc enseigne le dessin au couvent de Saint-Hilaire. Il fera de même dans divers couvents de la région de Montréal entre 1901 et 1919.
Leduc reçoit un doctorat honorifique de l'Université de Montréal en 1938. Il enseigne son art à Paul-Émile Borduas, Gabrielle Messier et Norma Roberge.
Il meurt à Saint-Hyacinthe en 1955.

## Postérité et hommages
Depuis la disparition du peintre, la Galerie L'Art français l'expose régulièrement.
Le fonds d'archives d'Ozias Leduc est conservé au centre d'archives de Montréal de Bibliothèque et Archives nationales du Québec.
Depuis 2005, le Musée des beaux-arts de Mont-Saint-Hilaire protège et permet aux visiteurs de s'immerger dans les maisons où est né et a grandi Ozias Leduc.
La rue Ozias-Leduc a été nommée en son honneur, en 2006, dans la ville de Québec.
L'école secondaire Ozias-Leduc, fondée en 1973 à Mont-Saint-Hilaire, porte son nom et se distingue par ses programmes artistiques enrichis honorant l'héritage du peintre.

## Œuvres
Parmi les œuvres de l'artiste, relevons:
- Les trois pommes, 1887, Musée des beaux-arts de Montréal, Montréal[18].
- La Vieille Forge, vers 1890, huile sur toile, 50,6 x 65,7 cm, Musée national des beaux-arts du Québec, Québec[19].
- Nature morte aux livres, 1892, huile sur toile, 32 x 40 cm, Musée national des beaux-arts du Québec, Québec[20].
- Nature morte aux oignons, 1892, Musée d'art de Joliette, Joliette[21].
- L'enfant au pain, 1892-1899, Musée des beaux-arts du Canada, Ottawa[22].
- La Liseuse, 1894, huile sur toile, 29,6 x 25,6 cm, Musée national des beaux-arts du Québec, Québec[23].
- Le jeune élève, 1894, Musée des beaux-arts du Canada, Ottawa[24].
- Nature morte au livre ouvert, 1894, Musée des beaux-arts de Montréal, Montréal[25].
- Le Faucheur, 1895, huile sur toile, 29,4 x 22,5 cm, Musée national des beaux-arts du Québec, Québec[26].
- Paysage, porte de Clignancourt, 1897, huile sur toile collée sur bois, 19 x 15 cm, Musée national des beaux-arts du Québec, Québec[27].
- Nature morte dite « au mannequin », 1898, Musée des beaux-arts de Montréal, Montréal[28].
- Madeleine repentante, 1898-1902, huile sur toile collée sur carton, 32,3 x 32,2 cm, Musée national des beaux-arts du Québec, Québec[29].
- La Bécasse, 1899, huile sur toile, 39,5 x 30,4 cm, Musée national des beaux-arts du Québec, Québec[30].
- Mon portrait, 1899, Musée des beaux-arts du Canada, Ottawa[31].
- Madame Ernest Lebrun, née Adélia Leduc, soeur de l'artiste, 1899, huile sur toile, 42,2 x 32,4 cm, Musée national des beaux-arts du Québec, Québec[32].
- Labour d'automne, 1901, huile sur toile, 62,2 x 92,2 cm, Musée national des beaux-arts du Québec, Québec[33].
- La Ferme Choquette, Beloeil, 1901, huile sur toile, 61,2 x 91,8 cm, Musée national des beaux-arts du Québec, Québec[34].
- Erato (Muse dans la forêt), vers 1906, Musée des beaux-arts du Canada, Ottawa.
- Guy Delahaye, poète, 1911, huile sur toile, 39 x 39,2 cm, Musée national des beaux-arts du Québec, Québec[35].
- Le Martyre de saint Barnabé, 1911, huile sur toile, 579 x 303,5 cm, Musée national des beaux-arts du Québec, Québec[36].
- Fin de jour, 1913, Musée des beaux-arts de Montréal, Montréal[37].
- Judith, peut-être en 1914, huile sur carton, 21,2 x 27,4 cm, Musée national des beaux-arts du Québec, Québec[38].
- Le Pont de béton, 1915, Musée des beaux-arts de Montréal, Montréal[39].
- Nature morte au livre et à la loupe, vers 1924, Musée des beaux-arts du Canada, Ottawa[40].
- Florence Bindoff, 1931-1935, huile sur toile, 68,4 x 54,2 cm, Musée national des beaux-arts du Québec, Québec[41].
- Madame Labonté, 1944, huile sur toile, 50,5 x 40,8 cm, Musée national des beaux-arts du Québec, Québec[42].

### Filmographie
- Jean Palardy, Correlieu, 1959
- Michel Brault, Ozias Leduc...comme l'espace et le temps, 1996 [vidéo] « extrait », sur YouTube
- François Brault, Ozias Leduc, peintre-décorateur d'églises, 1864-1955, 1984
- [vidéo] « Lévis Martin sur l'ultime chef-d'œuvre », sur YouTube

### Images et galeries
- Galerie du projet Cybermuse du gouvernement canadien.
- Dieu soit avec vous de la Galerie d'Art Mackenzie.
- Nature morte, étude avec un chandelier.
- Église Notre-Dame-de-la-Présentation

### Informations
- Très courte biographie dans le projet Horizons de virtualmuseum.ca
- Courte biographie à la Galerie Elliott Louis.
- Biographie et informations sur le Jeune lecteur à Pêche et océans Canada figurant sur un timbre montrant cette peinture.
- Présentation de Ozias Leduc et de son travail sur l'église de Notre-Dame-de-la-Présentation.
- Site de la Société d'histoire Belœil-Mont-Saint-Hilaire contenant plusieurs articles sur Ozias Leduc.

### Critiques et interprétations
- Une entrevue en anglais sur Leduc avec Laurier Lacroix, professeur d'histoire de l'art à l'Université du Québec à Montréal, par Compass (un « journal Jésuite »).
- Un article de Michel Clerk sur les contributions de Leduc à la vie publique.
- La chapelle de l'évêché de Sherbrooke: quelques dessins préparatoires d'Ozias Leduc, par Laurier Lacroix. Aussi disponible à summary en anglais.
- Étude des dessins préparatoires à la décoration du baptistère de l'église Notre-Dame de Montréal en français, par Jean-René Ostiguy. Aussi disponible à summary en anglais.
- « L'œuvre déchue »(Archive.org • Wikiwix • Archive.is • Google • Que faire ?), par Stéphane Baillargeon, sur Ozias Leduc et l'église des Saints-Anges de Lachine.